# Astrahlady
Astrahlady (biał. Астрагляды; ros. Острогляды, Ostroglady; pol. Ostrohlady; hist. Ostrohladowicze) – dawna wieś na Białorusi, w obwodzie homelskim, w rejonie brahińskim, w sielsowiecie Burki.
Miejscowość była prywatnym miastem szlacheckim. W latach 1567–1623 stanowiła własność Charlęskich.
Zlikwidowana w 2008 roku.

## Pałac
We wsi znajdował się pałac Prozorów wybudowany według projektu Marconiego w stylu empire, w części centralnej piętrowy na skrzydłach parterowy, mający od frontu portyk z czterema kolumnami nad wejściem, które podtrzymywały balkon, prowadzący do arkady – półokrągłej wnęki.